# The Hitman's Bodyguard
The Hitman's Bodyguard (titulada El otro guardaespaldas en España y Duro de cuidar en Hispanoamérica) es una buddy film de acción y comedia estrenada en 2017 dirigida por Patrick Hughes y escrita por Tom O'Connor. La película es protagonizada por Ryan Reynolds, Samuel L. Jackson, Gary Oldman y Salma Hayek. 
La secuela, El otro guardaespaldas 2, se estrenó en 2021.

## Sinopsis
El prestigioso guardaespaldas Michael Bryce (Ryan Reynolds) recibe un nuevo trabajo: proteger a un asesino a sueldo, Darius Kincaid (Samuel L. Jackson), que está detenido y debe testificar en un juicio en La Haya contra un cruel dictador (Gary Oldman) por varios crímenes contra la humanidad. Darius Kincaid acepta testificar para conseguir así a cambio la libertad de su pareja (Salma Hayek). 
La relación entre los dos protagonistas se asemeja a una buddy cop aunque ninguno de los dos sea policía. Tendrán que esquivar todos los asesinos fieles al dictador, que harán todo lo posible para evitar que testifique en el juicio.

## Reparto
- Ryan Reynolds como Michael Bryce, un exagente de protección ejecutivo calificado como triple A y oficial de la CIA.
- Samuel L. Jackson como Darius Kincaid / Evans, uno de los sicarios más famosos del mundo y el esposo de Sonia.
- Gary Oldman como Vladislav Dukhovich, el presidente dictatorial de Bielorrusia.
- Salma Hayek como Sonia Kincaid, la esposa de Darius.
- Élodie Yung como Amelia Roussel, una agente de Interpol y la exnovia de Michael.
- Joaquim de Almeida como Jean Foucher, el subdirector francés de Interpol, que luego se revela como el hombre interno de Dukhovich y el segundo al mando.
- Kirsty Mitchell como Rebecca Harr, la abogada de Kincaid.
- Richard E. Grant como el Sr. Seifert, un ejecutivo corporativo adicto a las drogas y cliente de Bryce.
- Yuri Kolokolnikov como Ivan, líder de los mercenarios bielorrusos que trabajan para Dukhovich.
- Tine Joustra como Renata Casoria, Directora de Interpol.
- Sam Hazeldine como Garrett, un oficial de la Agencia Nacional del Crimen.
- Mikhail Gorevoy como Litvin, el principal abogado defensor de Dukhovich.
- Barry Atsma como Moreno, el principal abogado de la fiscalía.
- Georgie Glen como juez principal de la CPI.
- Rod Hallett como profesor Petr Asimov, crítico y víctima del régimen de Dukhovich.

## Producción
En mayo de 2011, Skydance Media de David Ellison adquirió el guion de acción The Hitman's Bodyguard escrito por Tom O'Connor. El guion se encontraba entre los principales guiones no producidos de la Lista Negra de 2011. Aunque originalmente fue pensado como un drama, el guion se sometió a una "frenética" reescritura de dos semanas para ser rehecho en una comedia varias semanas antes de la filmación.
El 4 de noviembre de 2015, se anunció que Ryan Reynolds, Samuel L. Jackson y Gary Oldman fueron elegidos para la película, que Jeff Wadlow dirigiría para Millennium Films. Los productores serían Mark Gill, John Thompson, Matt O'Toole y Les Weldon. El 23 de febrero de 2016, Élodie Yung y Salma Hayek se unieron a la película, que Lionsgate distribuiría en Estados Unidos. El 9 de marzo de 2016, se informó que Wadlow había salido de la película y Patrick Hughes firmó para dirigir la película.
La fotografía principal de la película comenzó el 2 de abril de 2016 en Londres, Ámsterdam y Sofía. Originalmente, solo se iba a rodar una escena en Ámsterdam, pero cuando Hughes visitó el lugar y vio los alrededores, decidió trasladar algunas "escenas de Londres" al casco antiguo de Ámsterdam. 

## Secuela
En mayo de 2018, se anunció que Reynolds, Jackson y Hayek estaban en conversaciones tempranas para repetir sus papeles para una secuela, titulada The Hitman's Wife's Bodyguard, con planes de comenzar a filmar más tarde en el año. La producción de la secuela comenzó en marzo de 2019, con Frank Grillo uniéndose al elenco de la película.